# Кубок володарів кубків 1964—1965
Кубок володарів кубків 1964—1965 — 5-ий розіграш Кубка володарів кубків УЄФА, європейського клубного турніру для переможців національних кубків. 

## Учасники
| №п/п | Клуб                     | Турнір                                           |
| ---- | ------------------------ | ------------------------------------------------ |
| 1    | «Спортінг»               | Володар Кубка володарів кубків 1963—1964         |
| 2    | «Реал Сарагоса»          | Володар Кубка Іспанії 1963—1964                  |
| 3    | «Торіно»                 | Фіналіст Кубка Італії 1963—1964                  |
| 4    | «Вест Гем Юнайтед»       | Володар Кубка Англії 1963—1964                   |
| 5    | «Порту»                  | Фіналіст Кубка Португалії 1963—1964              |
| 6    | «Будапешт Гонвед»        | Віце-чемпіон Угорщини 1963 (кубок не проводився) |
| 7    | «Данді»                  | Фіналіст Кубка Шотландії 1963—1964               |
| 8    | «Спартак Прага Соколово» | Володар Кубка Чехословаччини 1963—1964           |
| 9    | «Мюнхен 1860»            | Володар Кубка ФРН 1964                           |
| 10   | «Динамо» (Загреб)        | Фіналіст Кубка Югославії 1963—1964               |
| 11   | «Гент»                   | Володар Кубка Бельгії 1963—1964                  |
| 12   | «Адміра»                 | Володар Кубка Австрії 1963—1964                  |
| 13   | «Славія»                 | Володар Кубка Болгарії 1963—1964                 |
| 14   | «Фортуна»                | Володар Кубка Нідерландів 1963—1964              |
| 15   | «Ліон»                   | Володар Кубка Франції 1963—1964                  |
| 16   | «Легія»                  | Володар Кубка Польщі 1963—1964                   |
| 17   | «Кардіфф Сіті»           | Володар Кубка Уельсу 1963—1964                   |
| 18   | «Галатасарай»            | Володар Кубка Туреччини 1963—1964                |
| 19   | «Есб'єрг»                | Володар Кубка Данії 1963—1964                    |
| 20   | «Стяуа»                  | Фіналіст Кубка Румунії 1963—1964                 |
| 21   | «Ауфбау»                 | Володар Кубка НДР 1963—1964                      |
| 22   | «Лозанна»                | Володар Кубка Швейцарії 1963—1964                |
| 23   | АЕК                      | Володар Кубка Греції 1963—1964                   |
| 24   | «Скейд»                  | Володар Кубка Норвегії 1963                      |
| 25   | «Корк Селтік»            | Фіналіст Кубка Ірландії 1963—1964                |
| 26   | «Уніон»                  | Володар Кубка Люксембургу 1963—1964              |
| 27   | «Гака»                   | Володар Кубка Фінляндії 1963                     |
| 28   | «Деррі Сіті»             | Володар Кубка Північної Ірландії 1963—1964       |
| 29   | «Анортосіс»              | Володар Кубка Кіпру 1963—1964                    |
| 30   | «Валетта»                | Володар Кубка Мальти 1963—1964                   |

## Перший раунд
Команди Данді, Спортінг (Лісабон) пройшли до наступного раунду після жеребкування.
| Команда 1                  | Заг.                                | Команда 2         | 1-й матч | 2-й матч |
| -------------------------- | ----------------------------------- | ----------------- | -------- | -------- |
| 2/9 вересня 1964           |                                     |                   |          |          |
| Лозанна                    | 2:1                                 | Будапешт Гонвед   | 2:0      | 0:1      |
| Уніон                      | 0:10                                | Мюнхен 1860       | 0:4      | 0:6      |
| 2/23 вересня 1964          |                                     |                   |          |          |
| Адміра (Відень)            | 1:4                                 | Легія             | 1:3      | 0:1      |
| 6 вересня/14 жовтня 1964   |                                     |                   |          |          |
| Валетта                    | 1:8                                 | Реал Сарагоса     | 0:3      | 1:5      |
| 9/16 вересня 1964          |                                     |                   |          |          |
| АЕК                        | 2:3                                 | Динамо (Загреб)   | 2:0      | 0:3      |
| Стяуа                      | 5:0                                 | Деррі Сіті        | 3:0      | 2:0      |
| 9/17 вересня/7 жовтня 1964 |                                     |                   |          |          |
| Ауфбау (Магдебург)         | 3:3 (1:1 дч - третій матч) (монета) | Галатасарай       | 1:1      | 1:1 дч   |
| 9 вересня/13 жовтня 1964   |                                     |                   |          |          |
| Есб'єрг                    | 0:1                                 | Кардіфф Сіті      | 0:0      | 0:1      |
| 15 вересня/7 жовтня 1964   |                                     |                   |          |          |
| Скейд                      | 1:2                                 | Гака              | 1:0      | 0:2      |
| 16/20 вересня 1964         |                                     |                   |          |          |
| Спартак Прага Соколово     | 16:0                                | Анортосіс         | 10:0     | 6:0      |
| 16 вересня/14 жовтня 1964  |                                     |                   |          |          |
| Порту                      | 4:0                                 | Ліон              | 3:0      | 1:0      |
| 23 вересня/7 жовтня 1964   |                                     |                   |          |          |
| Ла Гантоїсе                | 1:2                                 | Вест Гем Юнайтед  | 0:1      | 1:1      |
| Торіно                     | 5:3                                 | Фортуна (Сіттард) | 3:1      | 2:2      |
| 30 вересня/7 жовтня 1964   |                                     |                   |          |          |
| Славія (Софія)             | 3:1                                 | Корк Селтік       | 1:1      | 2:0      |

## Другий раунд
| Команда 1                     | Заг.                    | Команда 2              | 1-й матч | 2-й матч |
| ----------------------------- | ----------------------- | ---------------------- | -------- | -------- |
| 11 листопада/6 грудня 1964    |                         |                        |          |          |
| Гака                          | 0:6                     | Торіно                 | 0:1      | 0:5      |
| 18 листопада/6/29 грудня 1964 |                         |                        |          |          |
| Славія (Софія)                | 4:5 (2:3 - третій матч) | Лозанна                | 1:0      | 1:2      |
| 18 листопада/3/10 грудня 1964 |                         |                        |          |          |
| Легія                         | 3:2 (1:0 - третій матч) | Галатасарай            | 2:1      | 0:1      |
| 18 листопада/8 грудня 1964    |                         |                        |          |          |
| Данді                         | 3:4                     | Реал Сарагоса          | 2:2      | 1:2      |
| 25 листопада/9 грудня 1964    |                         |                        |          |          |
| Вест Гем Юнайтед              | 3:2                     | Спартак Прага Соколово | 2:0      | 1:2      |
| 2/6 грудня 1964               |                         |                        |          |          |
| Порту                         | 1:2                     | Мюнхен 1860            | 0:1      | 1:1      |
| 9/16 грудня 1964              |                         |                        |          |          |
| Стяуа                         | 1:5                     | Динамо (Загреб)        | 1:3      | 0:2      |
| 16/23 грудня 1964             |                         |                        |          |          |
| Спортінг (Лісабон)            | 1:2                     | Кардіфф Сіті           | 1:2      | 0:0      |

## 1/4 фіналу
| Команда 1              | Заг. | Команда 2        | 1-й матч | 2-й матч |
| ---------------------- | ---- | ---------------- | -------- | -------- |
| 20 січня/3 лютого 1965 |      |                  |          |          |
| Реал Сарагоса          | 3:2  | Кардіфф Сіті     | 2:2      | 1:0      |
| 3/17 березня 1965      |      |                  |          |          |
| Торіно                 | 3:2  | Динамо (Загреб)  | 1:1      | 2:1      |
| Легія                  | 0:4  | Мюнхен 1860      | 0:4      | 0:0      |
| 16/23 березня 1965     |      |                  |          |          |
| Лозанна                | 3:6  | Вест Гем Юнайтед | 1:2      | 3:4      |

## 1/2 фіналу
| Команда 1                  | Заг.                    | Команда 2     | 1-й матч | 2-й матч |
| -------------------------- | ----------------------- | ------------- | -------- | -------- |
| 7/28 квітня 1965           |                         |               |          |          |
| Вест Гем Юнайтед           | 3:2                     | Реал Сарагоса | 2:1      | 1:1      |
| 20/27 квітня/5 травня 1965 |                         |               |          |          |
| Торіно                     | 3:5 (0:2 - третій матч) | Мюнхен 1860   | 2:0      | 1:3      |

## Фінал
| 19 травня 1965 |

| Вест Гем Юнайтед | 2:0      | Мюнхен 1860 |
| ---------------- | -------- | ----------- |
| Сілі 70', 72'    | Протокол |             |

| Вемблі, Лондон Глядачів: 97 974 Арбітр: Іштван Жолт |

| Володар Кубка володарів кубків 1964—1965 |
| ---------------------------------------- |
| Англія                                   |
| Вест Гем Юнайтед 1-й титул               |